# FC Nerds
FC Nerds är ett programformat i reality-tv-genren, utvecklat av Nordisk Film. Handlingen består i att ett antal nördiga unga män utan erfarenhet av fotboll tränas av en känd fotbollsprofil för att efter några månader möta ett klubblag i den högsta nationella serien. Formatet har nominerats till Guldrosen och 2005 till en Emmy Award i kategorin Non-Scripted Entertainment.

## Länder till vilka formatet licensierats
| Land          | Lokalt namn     | TV-kanal           | Visat     | Övrigt                                   |
| ------------- | --------------- | ------------------ | --------- | ---------------------------------------- |
| Danmark       | FC Zulu         | TV2 Zulu           | 2004/2005 | Coach: Mark Strudal & TNT                |
| Sverige       | FC Z            | ZTV & TV6          | 2005/2007 | Coach: Glenn Hysén och Richard Lidberg   |
| Norge         | Tufte IL        | TVNorge            | 2005      | Coach: Erik Thorstvedt & Klaus Pettersen |
| Nederländerna | Atletico Ananas | BNN/Nederland Twee | 2005      | Coach: Peter van Vossen                  |
| Tyskland      | Borussia Banana | RTL II             | 2005      | Coach: Lothar Matthäus                   |
| Belgien       | FC Nerds        | VT4                | 2008      | Coach: Johan Boskamp                     |
| Finland       | FC Nörtit       | Subtv              | 2006      | Coach: Atik Ismail                       |
| Spanien       | Paketes FC      |                    |           |                                          |
| Australien    | Nerds FC        | SBS Australien     | 2006/2007 | Coach: Andy Harper, Milan Blagojevic     |
| Island        | KF Nörd         | Stöð 2 Sport       | 2006      |                                          |